# إدوارد ك. فالنتاين
إدوارد ك. فالنتاين (بالإنجليزية: Edward K. Valentine)‏ هو قاضي ومحامي وسياسي أمريكي، ولد في 1 يونيو 1843 في كيوساوكيو في الولايات المتحدة، وتوفي في 11 أبريل 1916 في شيكاغو في الولايات المتحدة. حزبياً، نشط في الحزب الجمهوري. وقد انتخب عضو مجلس النواب الأمريكي.